# Pont de Villeneuve-le-Roi
Die Pont de Villeneuve-le-Roi, ursprünglich Pont de Villeneuve-Saint-Georges nach dem Ort am anderen Ufer genannt, ist eine Straßenbrücke, die die Route départementale D136 zwischen Villeneuve-le-Roi und Villeneuve-Saint-Georges im Département Val-de-Marne über die Seine führt. Sie ist die einzige Brücke zwischen den beiden Orten.
Ihr Vorläufer war eine von Marc Seguin et frères 1843 errichtete Hängebrücke.

## Beschreibung
Das Bauwerk beginnt in Villeneuve-le-Roi am linken Seineufer mit einem Rampenviadukt mit teilweise gebogenem Grundriss, um in der flachen Landschaft die erforderliche Höhe zu erreichen. Die eigentliche Brücke überquert mit der Nebenöffnung die Avenue du Front de Seine, eine kleine Straße entlang des Flussufers, dann mit der Hauptöffnung die Seine und mit ihrer anderen Nebenöffnung die Anlegeplätze und eine Uferstraße am rechten Ufer. Eine Mauer mit Treppen zu beiden Seiten der Brücke trennt sie von dem Bahngelände und gewährt einen Zugang zum Uferbereich. Das Bahngelände wird durch ein nahtlos anschließendes weiteres Brückenbauwerk überquert, das in die Avenue du 8 Mai 1945 mündet, die entlang dem Bahngelände auf die Höhe der Brücke angehoben wurde.

### Technische Einzelheiten
Das Rampenviadukt ist 115 m lang, die Brücke 160 m und die Überführung der Gleise 44 m. Die Brücke ist 14 m breit und teilt sich auf in eine 8,40 m breite Fahrbahn mit drei Fahrspuren und zwei je 2,80 m breite Gehwege.
Die Brücke hat zwei Pfeiler mit Pfeilerachsabständen von 41 + 78 + 41 m. Der Fahrbahnträger ist ein dreizelliger, 9 m breiter und gevouteter Hohlkasten aus Stahlbeton, der durch regelmäßige Querscheiben versteift ist. In der ursprünglichen Brücke reichte er mit einer Länge von 137,20 m zu beiden Seiten weit über das Hauptfeld hinaus; zwei kurze Einhängeträger bildeten die Verbindung zu den Enden der Brücke. Diese ungewöhnliche Anordnung war durch die Trennmauer am Bahngelände bedingt, die nur sehr geringe Lasten aufnehmen konnte.
Die von Henry Lossier geplante Brücke wurde zwischen Mai 1936 und Mai 1939 ausgeführt. Während des Zweiten Weltkrieges wurde sie im Juni 1940 von französischen Pioniertruppen gesprengt.
Die Brücke wurde von 1948 bis 1950 wiederaufgebaut. Gleichzeitig wurde auch die Überführung über die Gleise samt der Trennmauer erneuert, so dass damit auch der Grund für besondere Rücksichtnahmen entfiel. Der Fahrbahnträger wurde daher nun in konventioneller Weise mit einem 39 m langen Einhängeträger in der Mitte des Hauptfeldes ausgeführt.